# Hofburg (Innsbruck)
De Hofburg in Innsbruck is een voormalig paleis van de Habsburgers. Oorspronkelijk een kasteel uit de late middeleeuwen, werd het in de vroegmoderne tijd uitgebreid tot een kasteel en was het de zetel van de Tiroolse vorsten en de residentie van verschillende leden van de dynastie tot de oprichting van de republiek in 1918. De residentie werd in 1460 gebouwd door hertog Sigismund van Oostenrijk aan de oostelijke stadswal. In de 18e eeuw werd het in rococo-stijl verbouwd door keizerin Maria Theresia van Bourbon-Sicilië. In de zuidvleugel liet ze een kapel bouwen ter nagedachtenis aan haar man, keizer keizer Frans II. Tegenwoordig huisvest het paleis een museum en is het deels voor publiek opengesteld.